# Ange bleu (cocktail)
Pour les articles homonymes, voir Ange bleu.
L'Ange bleu est un cocktail alcoolisé italien.

## Histoire
L'origine de l'Ange bleu a longtemps été assez obscure. Une hypothèse autrefois créditée affirmait que le cocktail était une variante du Blue Lagoon née en Italie entre les années 1950 et 1960. Le cocktail, connu presque exclusivement en Italie (en italien : Angelo azzurro), est devenu célèbre depuis les années 1990, période à laquelle les clients des discothèques ont commencé, compte tenu de sa forte teneur en alcool, à le demander.
En novembre 2020, le magazine Bartales publie un article de Bastian Contrario dans lequel il attribue la création du cocktail au barman historique de la Capitale Giovanni « Mammina ». Il existe de nombreux témoignages à cet effet, outre le fait que cette paternité explique parfaitement le fait que le cocktail soit diffusé presque exclusivement en Italie et aussi la période de diffusion. Il s'agit donc de l'un des derniers « classiques » italiens.

## Préparation
La recette originale de Mammina comportait du gin, du Cointreau et du curaçao bleu. Elle n'a jamais été codifiée par l'IBA, qui a codifié en 1987 le Blue Lagoon, qui, bien que contemporain, est une boisson différente : 1/10 de curaçao bleu, 3/10 de jus de citron, et 6/10 de vodka.